# Pere d'Alcàntara Penya i Nicolau
Pere d'Alcàntara Penya i Nicolau   (Palma, 1823 - Palma, 15 d'abril de 1906) va ser un home polifacètic que va exercir d'advocat, pintor, delineant, periodista, professor de matemàtiques, músic, mestre de fortificacions militars, urbanista, astrònom, cartògraf i escriptor, entre d'altres dedicacions, resultat dels seus múltiples interessos.

## Biografia
Després d'estudiar Dret a Barcelona i Madrid, on es llicencià el 1849, tornà a Mallorca, on desplegà una intensa activitat professional, intel·lectual i artística. El 1854 va esdevenir funcionari al Cos de Mestres Majors de Fortificacions i Edificis Militars.
Intervingué al llarg de molts anys en la vida pública i cultural de Mallorca: El 1856 ingressà a l'Acadèmia Provincial de Belles Arts, on impartí classes. El 1862, fundà l'Ateneu Industrial, per difondre l'ensenyament tècnic entre el sector obrer. El 1869 l'Ajuntament de Palma el nomenà cronista general de Mallorca. Col·laborà en tota mena de publicacions, com la Revista Balear, el Museo Balear, El Palmesano, La Roqueta i L'Ignorància, que dirigí entre 1881 i 1883. Col·laborà amb Antoni M. Alcover, a qui donà suport en el projecte i gestació del Diccionari. Fou membre de la Societat Astronòmica de París i establí relació amb l'astrònom francès Camille Flammarion, a qui transmetia les observacions fetes des de l'observatori instal·lat al colomar de casa seva. Formà part de la Societat Arqueològica Lul·liana, que contribuí a fundar i que actualment conserva el seu llegat.

## Obra
En la vessant tècnica, dissenyà un pla d'eixample de Palma, que s'executà parcialment a la barriada de Santa Catalina, un projecte de ferrocarril de Felanitx a Portocolom, elaborà un bon nombre de plànols topogràfics de Palma (com ara el pla de la ciutat de 1869) i parcel·laris cadastrals d'alguns municipis de Mallorca -com Artà, Manacor, Montuïri i Petra-, projectà i dirigí per a l'exèrcit la construcció a Palma del Quarter d'Intendència al solar de l'antic Convent dels Agustins, del Quarter del Carme (1885) i de l'Hospital militar de Santa Margalida (1878), així com l'Hospital de Felanitx (1900) o les esglésies de Sant Alfons de Felanitx (1878) i Sant Felip Neri de Porreres (1886).
Pel que fa a la literatura, fou el millor dramaturg mallorquí de la Renaixença: El cordó de la vila i La pesta groga són les seves obres més conegudes. En poesia conreà generalment el costumisme dialectal, però també la lírica intimista i també el floralisme romàntic en una llengua més arcaïtzant: la seva obra més coneguda i divulgada és el poema Sa Colcada, amb què obtingué un accèssit als Jocs Florals de Barcelona (1862), certamen en què fou premiat també els anys 1867, 1868, 1871 i 1872. En l'àmbit de la narrativa, els seus Cuentos mallorquins són considerats un precedent de les Rondaies Mallorquines d'en Jordi des Racó. La seva és una literatura popular feta d'ingenuïtat i senzillesa, amb un instint còmic apacible, que recull la llengua del país i la dignifica. I és capaç de superar una visió de la llengua inicialment localista, pròpia del seu temps.

## Reconeixements
El 31 de desembre de 1910 és declarat fill il·lustre de Palma, en un acte en què Joan Alcover pronuncia el discurs de lloança.
El març de 1928, el cicle «El Teatre dels poetes», organitzat a l'Ateneu Barcelonès, dedicà la seva 21a sessió a Pere d'Alcàntara Penya Nicolau. Miquel Ferrà en feu la dissertació en una conferència, que s'acompanyà de la lectura de la seva poesia.
Els mesos de març i abril del 2007, el Centre d'Estudis i Documentació Contemporània [CEDOC] i el Centre d'Estudis Baleàrics, en col·laboració amb Sa Nostra, organitzaren unes jornades d'estudi i homenatge a Pere d'Alcàntara Penya, en què participaren historiadors i filòlegs.

## Publicacions

### Vària
- Consideraciones sobre el levantamiento de los comuneros de Mallorca llamados agermanats (1870)
- Antiguos recintos fortificados de la ciudad de Palma (1882)
- Guía manual de las Baleares (1891)
- La industria mallorquina (1884)
- La cuina mallorquina (1886)

### Obra literària

#### Poesia
- Records i esperances (1885)
- Poesies en mallorquí popular (1892)

#### Teatre
- El cordó de la vila (1866). Estrenada el 21 d'abril de 1866 al Teatre Principal de Palma. Companyia Miquel Sabater.
- Por no entenderse (1881). Estrenada el 12 de desembre de 1869 al Teatre de La Tertulia de Palma.
- La pesta groga (1890). Estrenada el 30 maig de 1886 al Cercle d'Obrers Catòlics de Palma.
- Catalina Tomàs (1890)
- La mort i glorificació de Sant Vicenç de Paül (1890)
- Un criat nou (1892). Estrenada el gener de 1894 al Cercle d'Obrers Catòlics de Palma.
- Mestre Fornari (redactada el 1892; publicada el 1900). Estrenada la temporada 1896-1897 al Cercle d'Obrers Catòlics de Palma.[12]

#### Narrativa
- Cuentos mallorquins (1884)
- La gota d'aigo (1893) [novel·la]